# Bananaboat
Bananaboat ist ein Lied des deutschen Sängers, Komponisten und Produzenten Stephan Remmler aus dem Jahr 1993, das er mit der deutschen Band Die Toten Hosen gemeinsam aufnahm.

## Hintergrund
Inhaltlich beschreibt das Lied einen Mann, der auf dem Weg in den Urlaub ist, sich jedoch an ein schönes Erlebnis aus einem früheren Urlaub erinnert. Damals hatte er einen Abend mit einem Thomas in einem Bananenboot verbracht und Haschisch konsumiert (Textauszug: „Uh, es war toll mit der Haschischpfeife im Bananaboat“).
Stilistisch ist das Lied für Remmlers Solowerk ungewöhnlich, da es wie kein zweites Lied seines Repertoires dem Punk zuzuordnen ist. Das zudem ungewöhnlich kurze Lied geht am Ende mit einem Crossfade in einen Reggae über.
Am Lied wirkten Die Toten Hosen aus Düsseldorf mit. Sie sangen im Refrain den Chor. Wie es zu der Zusammenarbeit kam, ist nicht bekannt. Möglicherweise ergab sich die Gelegenheit, da Remmler und Die Toten Hosen im selben Studio, dem Dierks-Studio, arbeiteten. Die Toten Hosen nahmen zu diesem Zeitpunkt gerade ihr Album Kauf MICH! auf. Der deutsche Künstler Hans Christian Müller arbeitete dort ebenfalls zu dieser Zeit an seinem Album Zeit lassn in diesem Studio. Stephan Remmler sang gemeinsam mit den Toten Hosen auf diesem Album den Chor im Titelsong Zeit lassn.
Ursprünglich sollte Bananaboat bereits auf Remmlers Soloalbum BarbarellaMortadellaohneTeller erscheinen. Dieses Album war zwar bereits fertig produziert, wurde dann jedoch verworfen. Bei dieser unveröffentlichten Fassung waren Die Toten Hosen noch nicht beteiligt.

## Veröffentlichung
Bananaboat erschien auf Stephan Remmlers vierten Soloalbum Vamos am 30. April 1993 sowie auf Single am 8. November 1993. Die Single erschien als 7″-Single und Maxi-CD. Die Single-Version ("Vamos Mix") blendet ein wenig früher als die Album-Version aus, sodass der Reggae-Teil am Ende darauf nicht zu hören ist. Es war die letzte Single von Stephan Remmler, die auf Vinyl erschien. Danach folgten sämtliche Veröffentlichungen ausschließlich auf CD.
Von keinem anderen Lied von Stephan Remmler wurden so viele unterschiedliche Fassungen veröffentlicht: 
1. Albumversion – 2:45
2. Vamos Bananaboat – 3:57
3. MC Vamos Bananaboat – 5:59 (Diese längere Fassung von Vamos Bananaboat erschien ausschließlich auf der Audiokassetten-Ausgabe von Vamos)
4. Vamos Mix – 2:07
5. Beep Beep Request Mix – 3:15
6. XT Single Mix – 5:32
7. Live – 6:10 (als Bestandteil des Medleys HÜH!)

Viele der Fassungen basieren auf der Reggae-Fassung des Liedes, in denen Stephan Remmlers Bassist Ken Taylor unter dem Pseudonym „Can Man T.“ einen Rap improvisiert. Auf der Bühne präsentierte Ken Taylor ebenfalls diesen Rap, jedoch nicht in Verbindung mit Bananaboat, sondern mit dem Lied Energie von Remmlers früherer Band Trio.
Im Mai 1993 präsentierte Stephan Remmler Bananaboat gemeinsam mit den Toten Hosen live im Norddeutschen Rundfunk in der Sendung Up'n Swutsch in folgender Besetzung:
- Stephan Remmler: Gesang
- Ken Taylor: Bass
- Bertram Engel: Schlagzeug
- Wolfgang Rohde: Tamburin
- Pascal Kravaetz: Gitarre
- Carl Carlton: Gitarre
- Campino: Chor
- Andreas von Holst: Chor
- Andreas Meurer: Chor
- Michael Breitkopf: Gitarre